# Cantus doloris
Cantus doloris is een compositie van Christian Sinding. De titel (vanuit het Latijn vertaald Rouwlied) verwijst naar de aanleiding van het schrijven van deze treurzang, het overlijden van zijn stiefzoon Morten. Het stuk laat een afwisseling horen van virtuositeit en lange treurige melodielijnen op met name de viool. De piano bevindt zich hier in een ondergeschikte rol. Het tempo verandert constant tussen lento (langzaam) en allegro (snel).
Eva Mudocci (Evangeline Hope Muddock) was een Brits model en violiste en muze van Edvard Munch. Zij speelde het werk gedurende een aantal concerten in de Verenigde Staten, maar ook op 23 september 1907 in Noorwegen met Bella Edwards achter de piano.